# Beslachuba
Beslachuba – wieś w Gruzji (Abchazji), w regionie Oczamczyra. W 2011 roku liczyła 839 mieszkańców.